# HMS Warwick (1733)
Pour les autres navires du même nom, voir HMS Warwick.
Le HMS Warwick est un vaisseau de ligne de quatrième rang portant 60 canons, construit aux chantiers navals de Plymouth Dockyard, selon le 1719 Establishment (en), pour le compte de la Royal Navy et lancé le 25 octobre 1733.

## Historique
En 1756, alors qu'il est commandé par le captain Molyneux Shuldham, le Warwick rencontre une petite escadre française composée du Prudent (74), d'un vaisseau de 60 canons et de l'Atalante, une frégate de 36 canons. Bien qu'étant parvenue à distancer les deux plus gros vaisseaux, le Warwick est rattrapé par la frégate qui parvient à accrocher sa poupe, et à le ralentir suffisamment pour permettre au reste de l'escadre française de les rejoindre. Le capitaine Shuldham est contraint d'abaisser son pavillon et de se rendre. Le Warwick est intégré au sein de la marine royale française, avant d'être repris par la Royal Navy le 24 janvier 1761 par le HMS Minerva, et démantelé plus tard cette même année.

## Sources et bibliographie
- (en) Cet article est partiellement ou en totalité issu de l’article de Wikipédia en anglais intitulé « HMS Warwick (1733) » (voir la liste des auteurs).
- (en) Brian Lavery, The Ship of the Line, vol. 1 : The development of the battlefleet 1650-1850, Conway Maritime Press, 2003 (ISBN 0-85177-252-8)
- (en) Michael Phillips, Ships of the Old Navy, 1995 (lire en ligne), « Warwick (60) (1733) »
- Georges Lacour-Gayet, La Marine militaire de la France sous le règne de Louis XV, Honoré Champion éditeur, 1902, édition revue et augmentée en 1910 (lire en ligne)